# María Espinoza
María del Rosario Espinoza (La Brecha, Sinaloa, 1987. november 29. –) olimpiai és világbajnok mexikói nehézsúlyú taekwondózó, ő szerezte Mexikó történetének 12. olimpiai aranyérmét. Három olimpián megszerzett egy arany, egy ezüst és egy bronzérmével Mexikó történetének legeredményesebb női olimpikonjai közé tartozik.

## Élete
A Sinaloa államban, a Guasave községhez tartozó La Brechában egy halász lányaként született María Espinoza  ötéves  kora óta taekwondózik. 12 éves korában a tehetségeket felkutató Olimpiada Nacional de México a San Luis Potosí állam közepén található edzőközpontba vitte, majd Mexikóvárosba költözött.
2007-ben megnyerte a pánamerikai játékokat és a világbajnokságot is, majd a következő évben Pekingben olimpiai bajnok lett. 2010-ben a Mayagüezben és 2014-ben a Veracruzban rendezett közép-amerikai játékok bajnoka is ő lett, míg a 2015-ös pánamerikai játékokon a második helyre szorult. A 2012-es olimpián bronz, a 2016-oson ezüstérmet szerzett. Ezzel Joaquín Capilla után a második mexikói olimpikonná vált, aki három egymást követő olimpián is érmet szerzett.